# Bleeding Edge
Bleeding Edge är en roman av den amerikanske författaren Thomas Pynchon utgiven 2013. Den handlar om 11 september-attackerna i New York och om hur internet har förändrat världen. Romanen utkom i svensk översättning 2015.